# Spencer Breslin
Spencer Breslin (New York, 18 mei 1992) is een Amerikaans acteur en muzikant.

## Biografie
Breslin werd geboren in New York in een gezin van drie kinderen, waaronder zus Abigail. 
Breslin begon in 1997 met acteren in de televisieserie Soul Man. Hierna heeft hij nog meerdere rollen gespeeld in televisieseries en films zoals Storm of the Century (1999), Meet the Parents (2000), The Santa Clause 2 (2002), Raising Helen (2004), The Princess Diaries 2: Royal Engagement (2004), Zoom (2006), The Santa Clause 3  (2006) en Quantum Quest: A Cassini Space Odyssey (2010).
Breslin is ook actief als muzikant, in 2009 heeft hij zijn eerste album opgenomen genaamd Labor Day en heeft hem uitgebracht onder zijn eigen platenlabel Acadian Recording Company. Met zijn platenlabel heeft hij ook de debuutalbum uitgebracht van de hardrockgroep Damus. Hij was ook lid van de band Styx voor drie jaar (2009-2012) waar hij sousafoon en trompet speelde.

## Prijzen

### YoungStar Awards
- 2000 in de categorie Beste Jeugdige Acteur in een Film met de film Lau sing yue – genomineerd.

### Young Artist Awards
- 2007 in de categorie Beste Jeugdige Acteur in een Film met de film The Santa Clause 3 – genomineerd.
- 2003 in de categorie Beste Optreden in een Voice-Over Rol met de animatiefilm Return to Never Land – genomineerd.
- 2001 in de categorie Beste Optreden door een Acteur onder 10 Jaar in een Film met de film The Kid – gewonnen.
- 2001 in de categorie Beste Optreden door een Acteur onder 10 Jaar in een Film met de film The Ultimate Christmas Present – genomineerd.

## Filmografie

### Films
Uitgezonderd korte films.
- 2024 Darkness of Man - als Chris
- 2022 Murder, Anyone? - als Blain
- 2015 Sunshine Becomes You - als chauffeur van Alex
- 2015 Some Kind of Hate - als Isaac
- 2014 Perfect Sisters - als neef Derek
- 2012 Stuck in Love - als Jason
- 2011 Born to Race – als Max
- 2010 Quantum Quest: A Cassini Space Odyssey – als Anthony
- 2009 Bless This Mess – als Doug
- 2008 Harold – als Harold Clemens
- 2008 The Happening – als Josh
- 2006 The Santa Clause 3 – als Curtis
- 2006 Ozzie – als Justin Morton
- 2006 Zoom – als Tucker Williams / Mega-Boy
- 2006 The Shaggy Dog – als Josh Douglas
- 2004 The Princess Diaries 2: Royal Engagement – als prins Jacques Dubé
- 2004 Raising Helen – als Henry Davis
- 2003 Dr. Seuss' The Cat in the Hat – als Conrad
- 2003 You Wish! – als Stevie Lansing / Terrence Russell McCormack
- 2002 The Santa Clause 2 – als Curtis
- 2002 Mom's on Strike – als Sam Harris
- 2002 Return to Never Land – als Cubby (animatiefilm)
- 2001 Robertson's Greatest Hits – als Spencer Robertson
- 2000 The Ultimate Christmas Present – als Joey Thompson
- 2000 Meet the Parents – als kleine jongen
- 2000 The Kid – als Rusty Duritz

### Televisieseries
Uitgezonderd eenmalige gastrollen.
- 2004 – 2005 Center of the Universe – als Miles Barnett – 13 afl.
- 2002 - 2003 Teamo Supremo – als kapitein Crandall / Cap (stemmen) - 39 afl.
- 1999 Storm of the Century – als Donny Beals – miniserie
- 1997 Soul Man – als Fred Weber – 3 afl.